# Фертед
Фертёд (угор. Fertőd) — місто в медьє Дьйор-Мошон-Шопрон в Угорщині.
Населення 3453 чоловік (2010). Площа міста — 48,56 км².
У місті знаходиться відомий палац Естерхазі, який називають «Угорським Версалем». Інші пам'ятки міста — неоготична церква святого Андрія та церква святого Хреста.

## Галерея

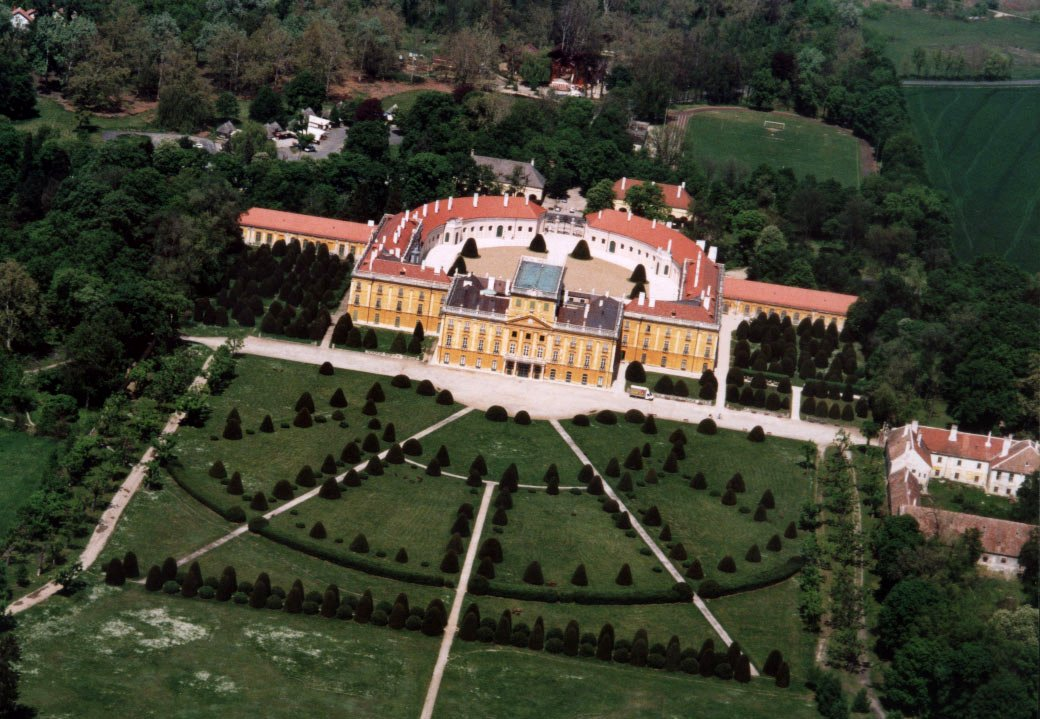
Палац Эстерхазі
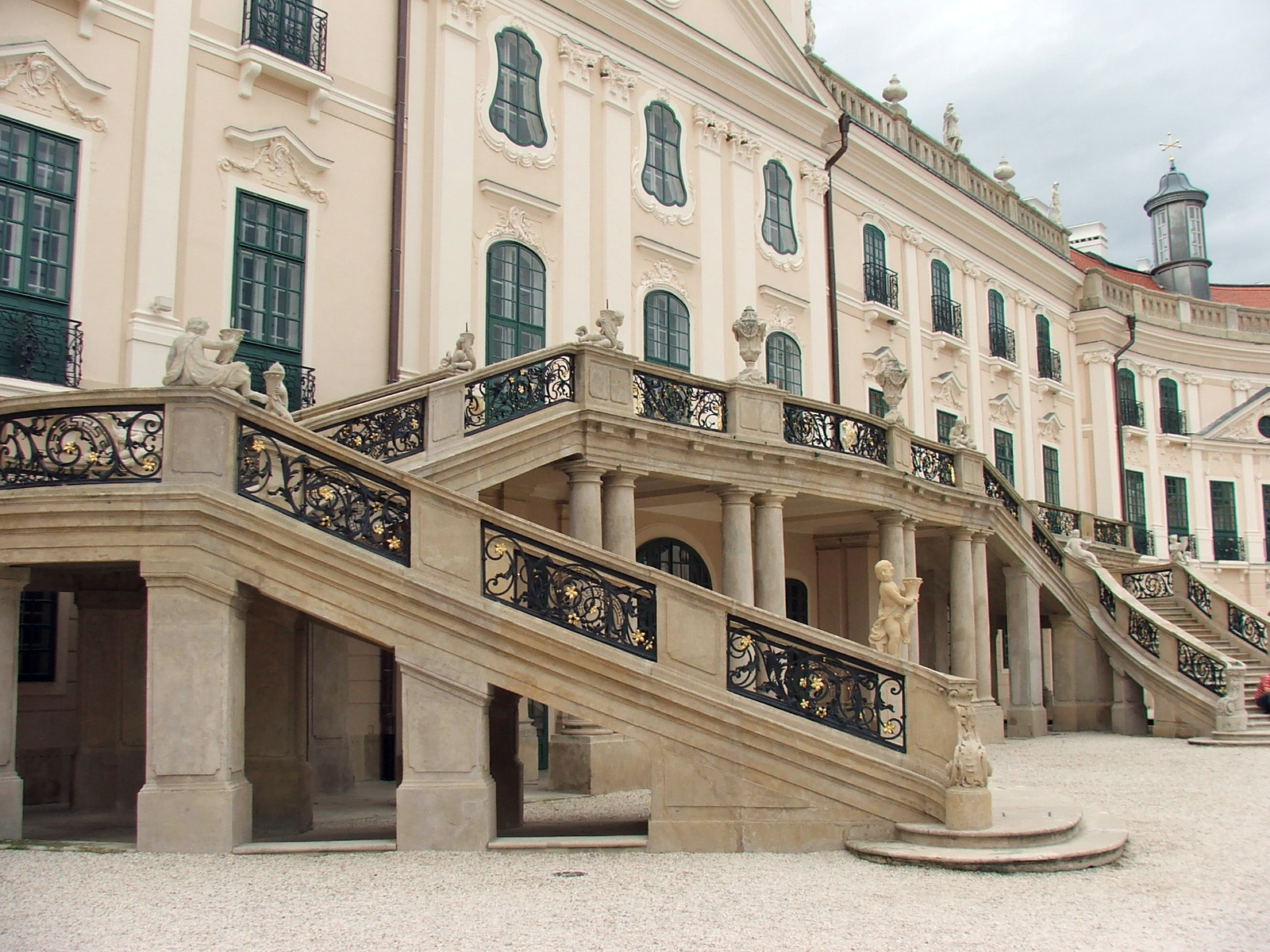
Палац Эстерхазі
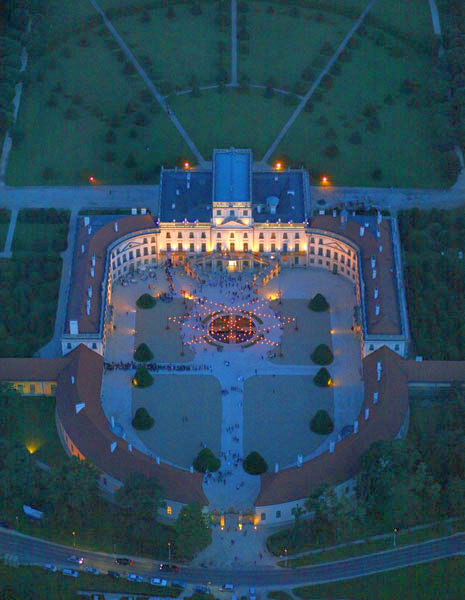
Палац вночі
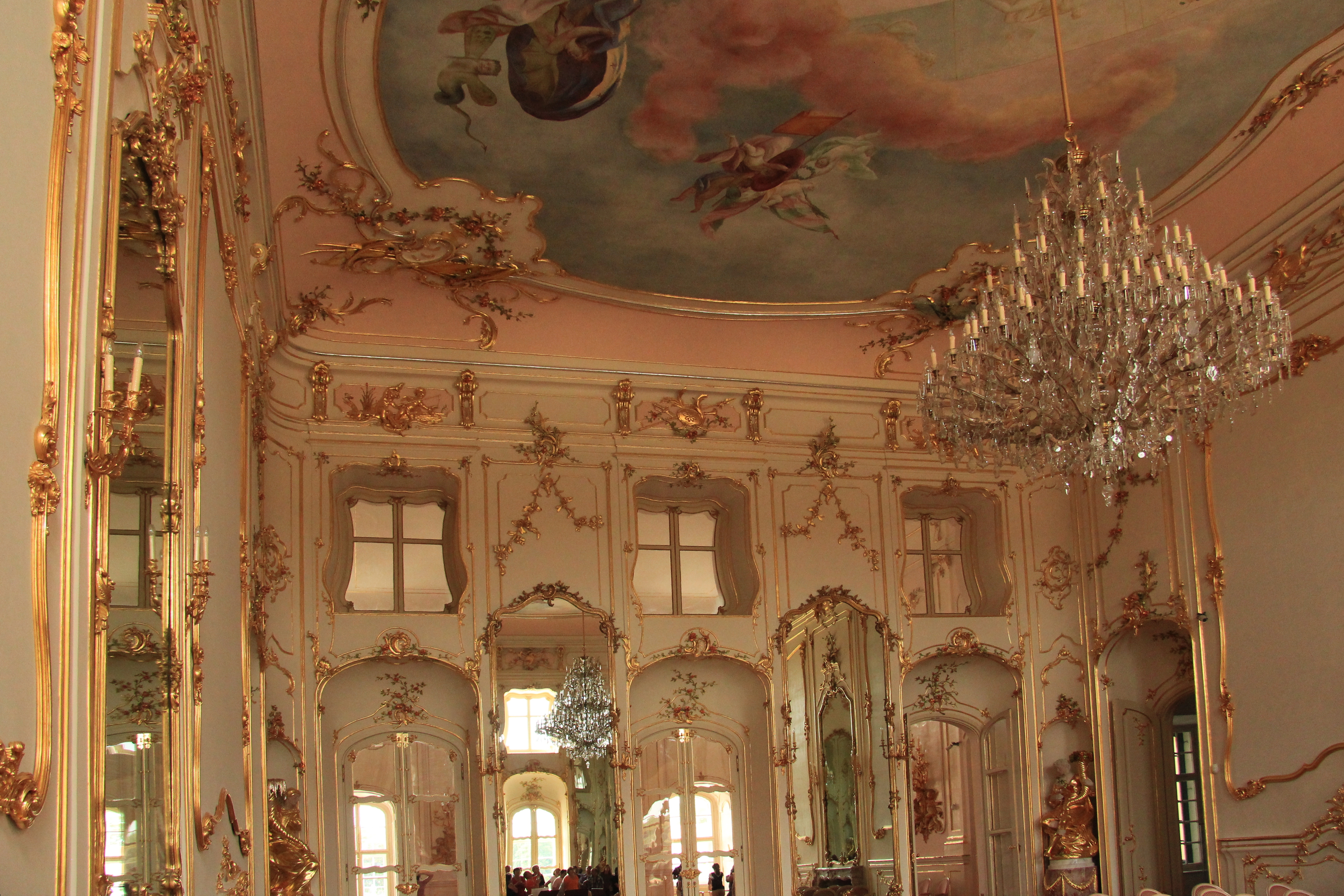
Інтер'єр палацу
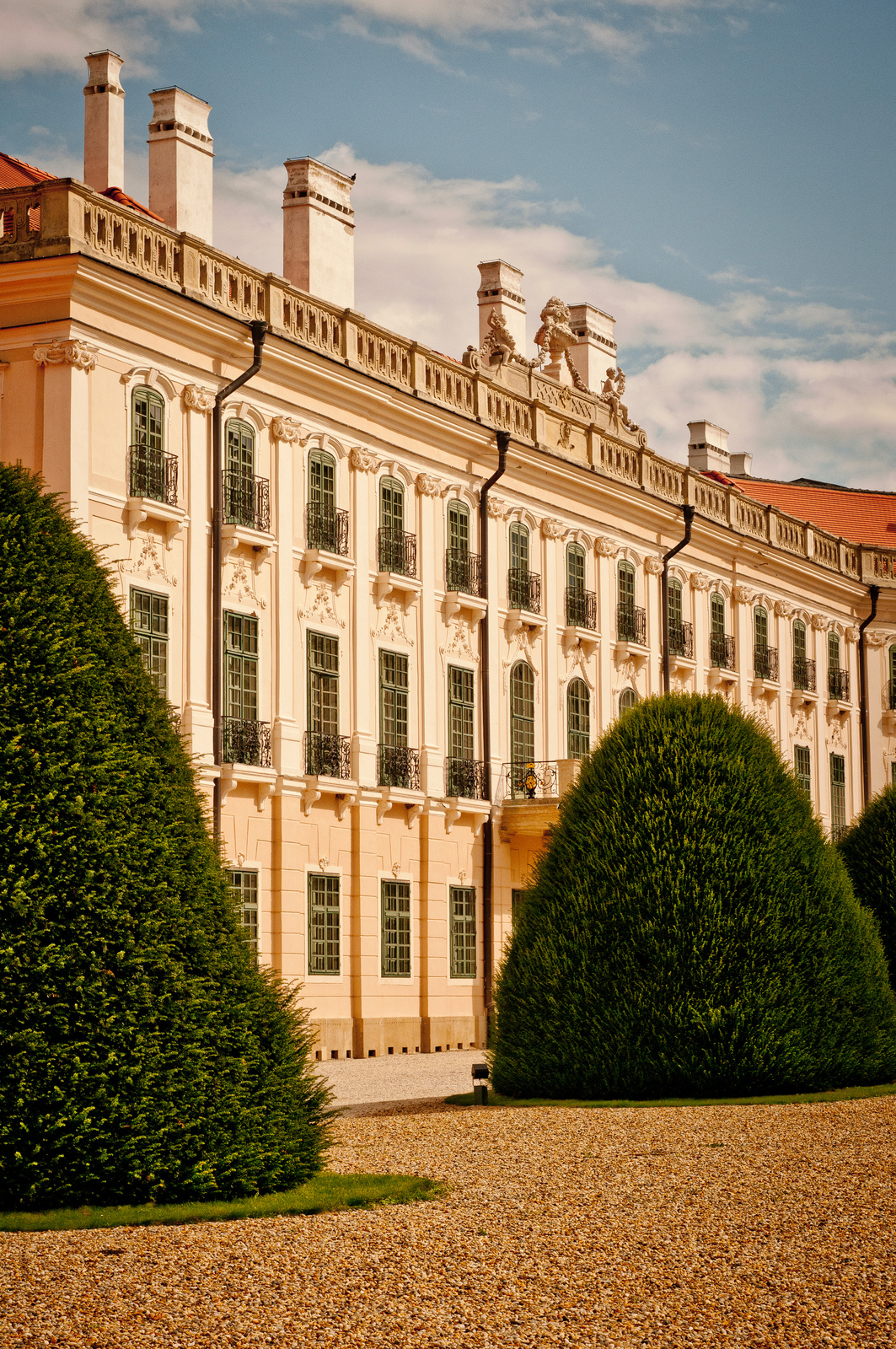
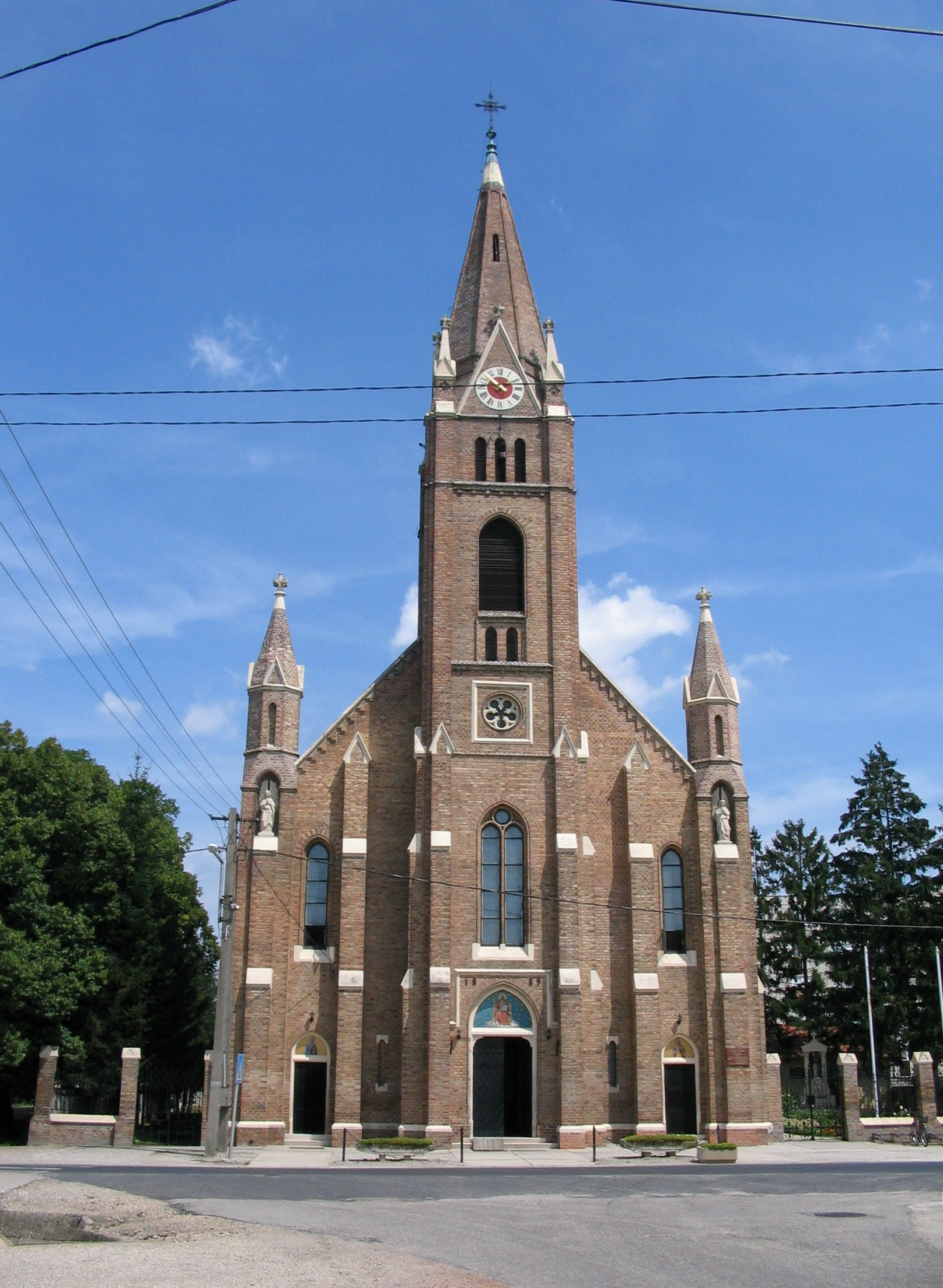
Церква св. Андрія
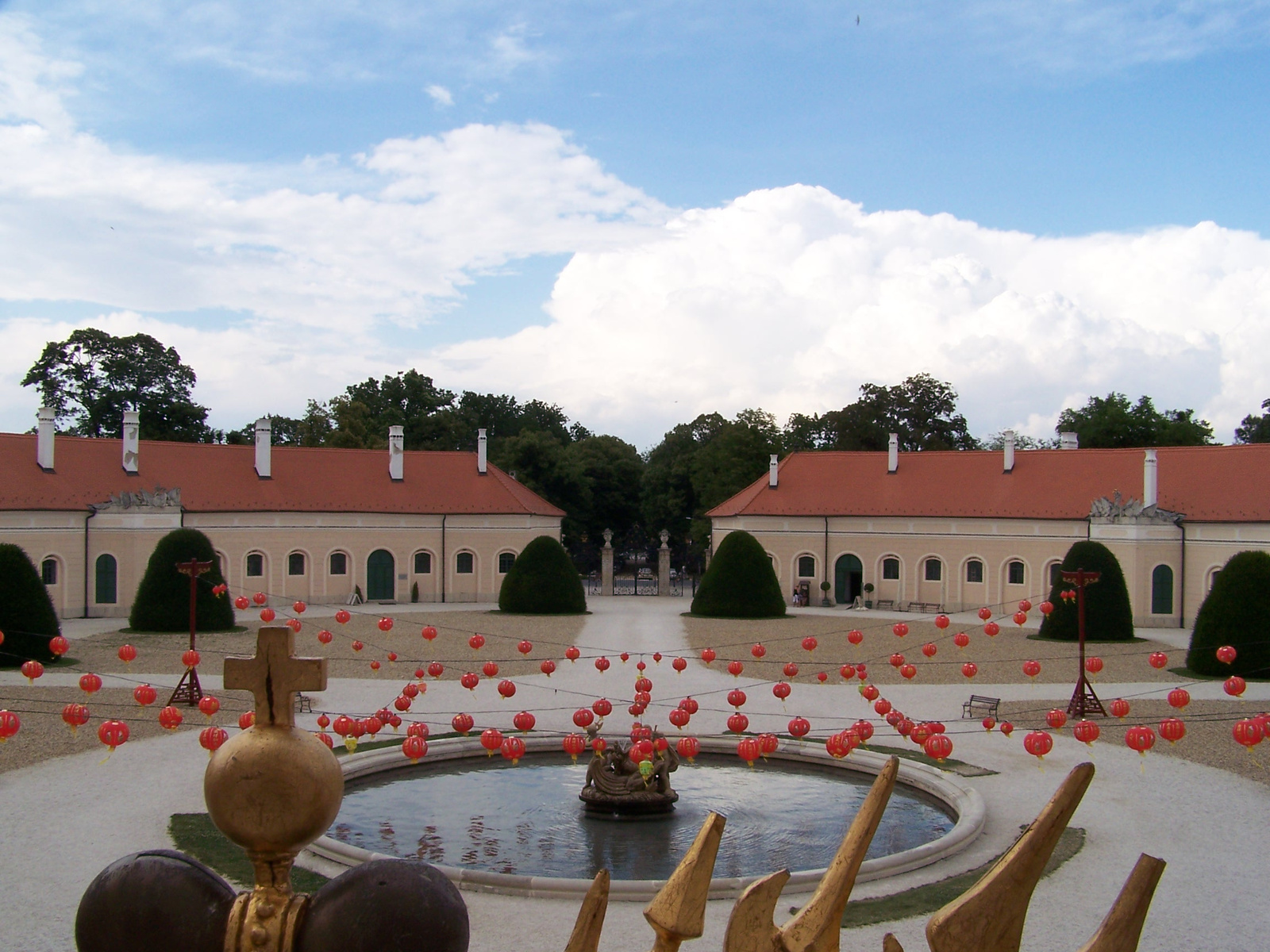
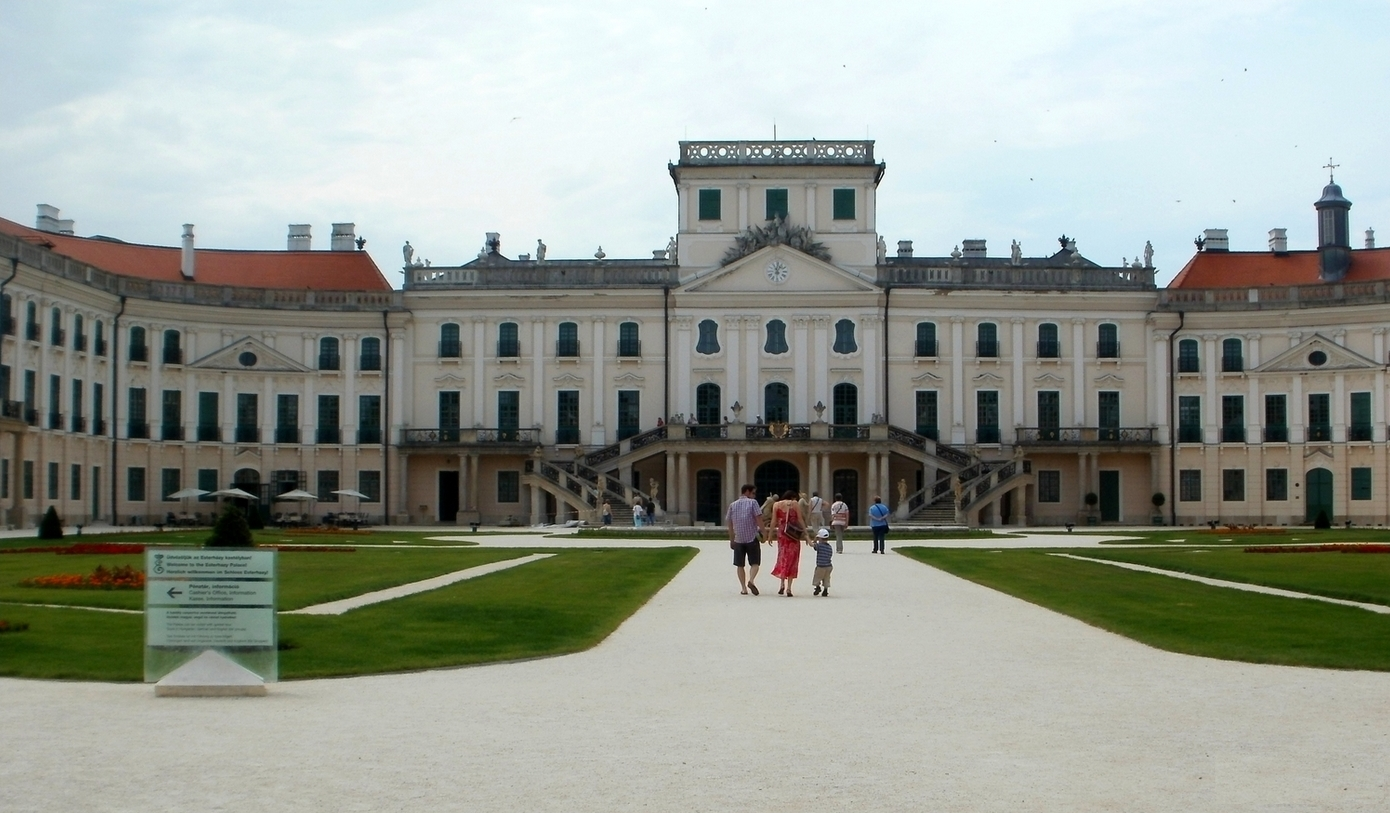
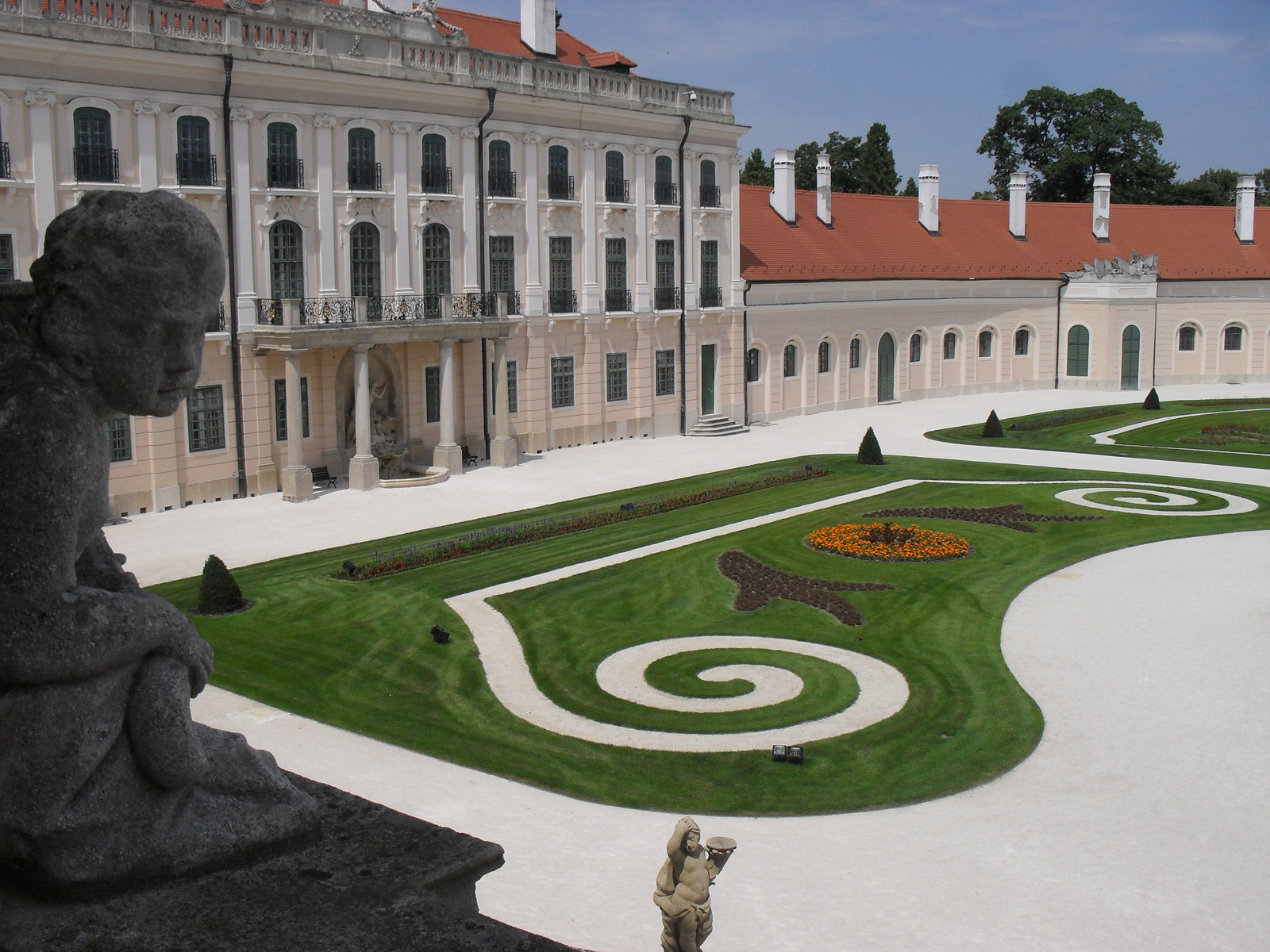
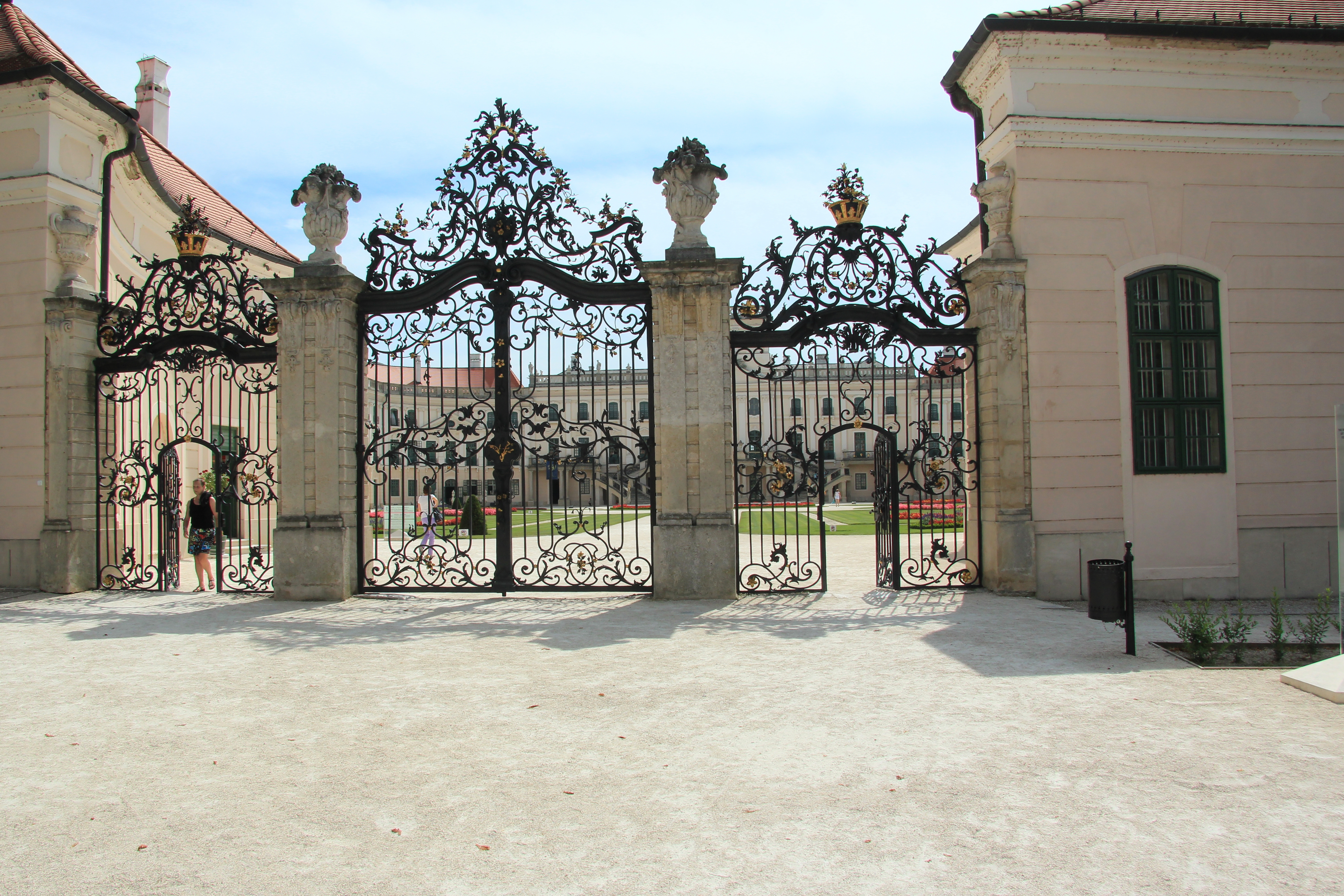
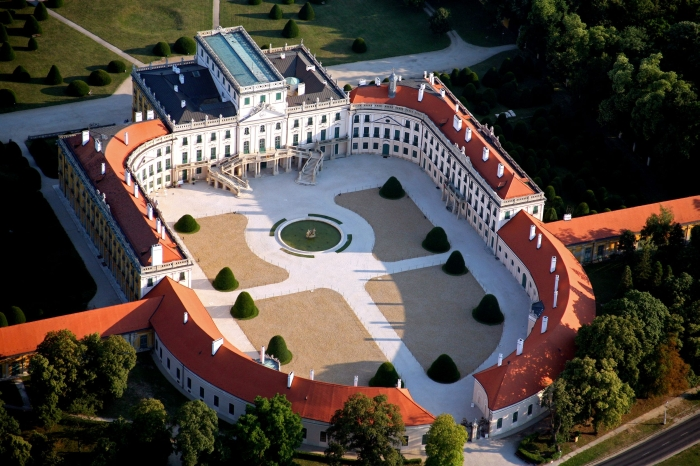
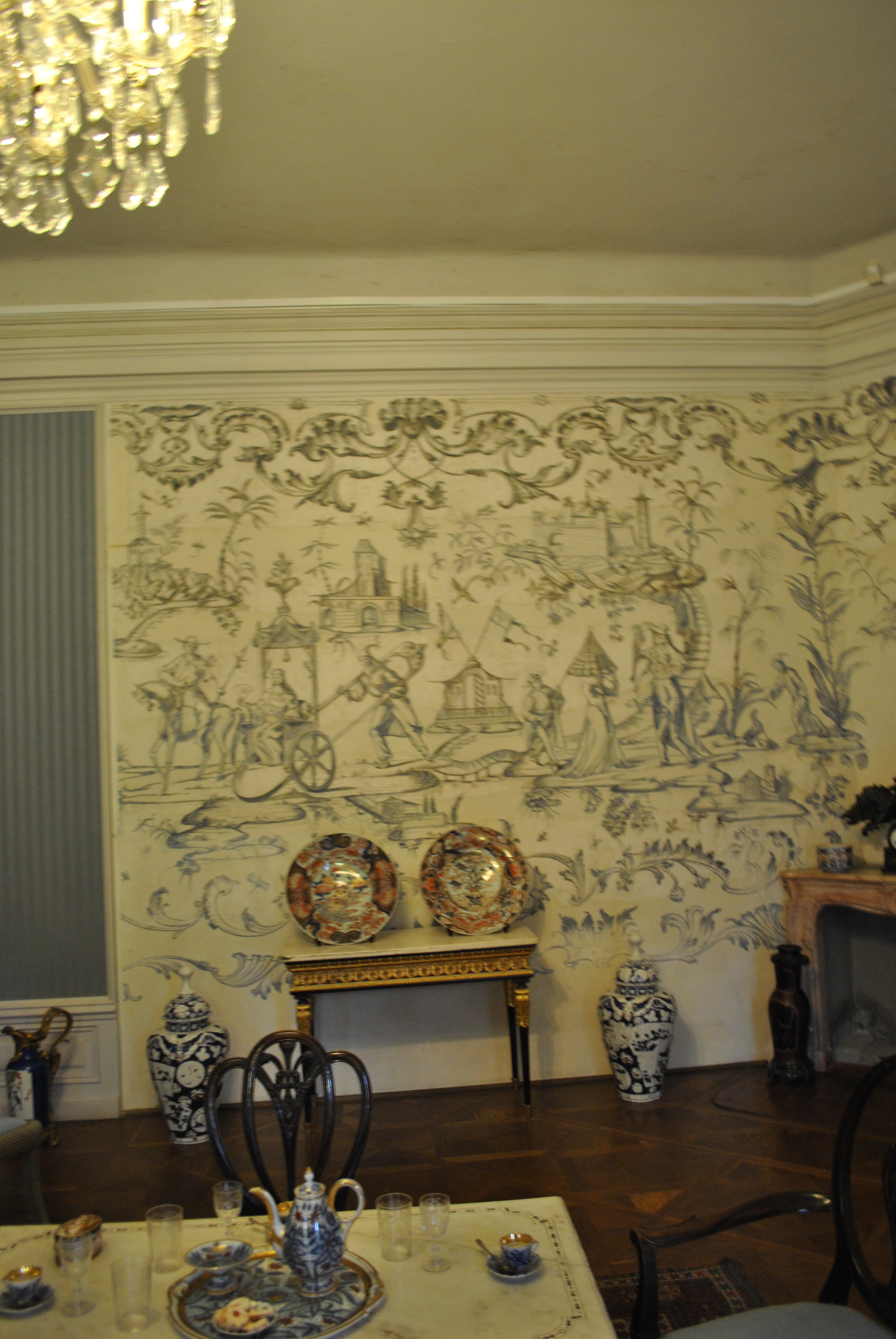
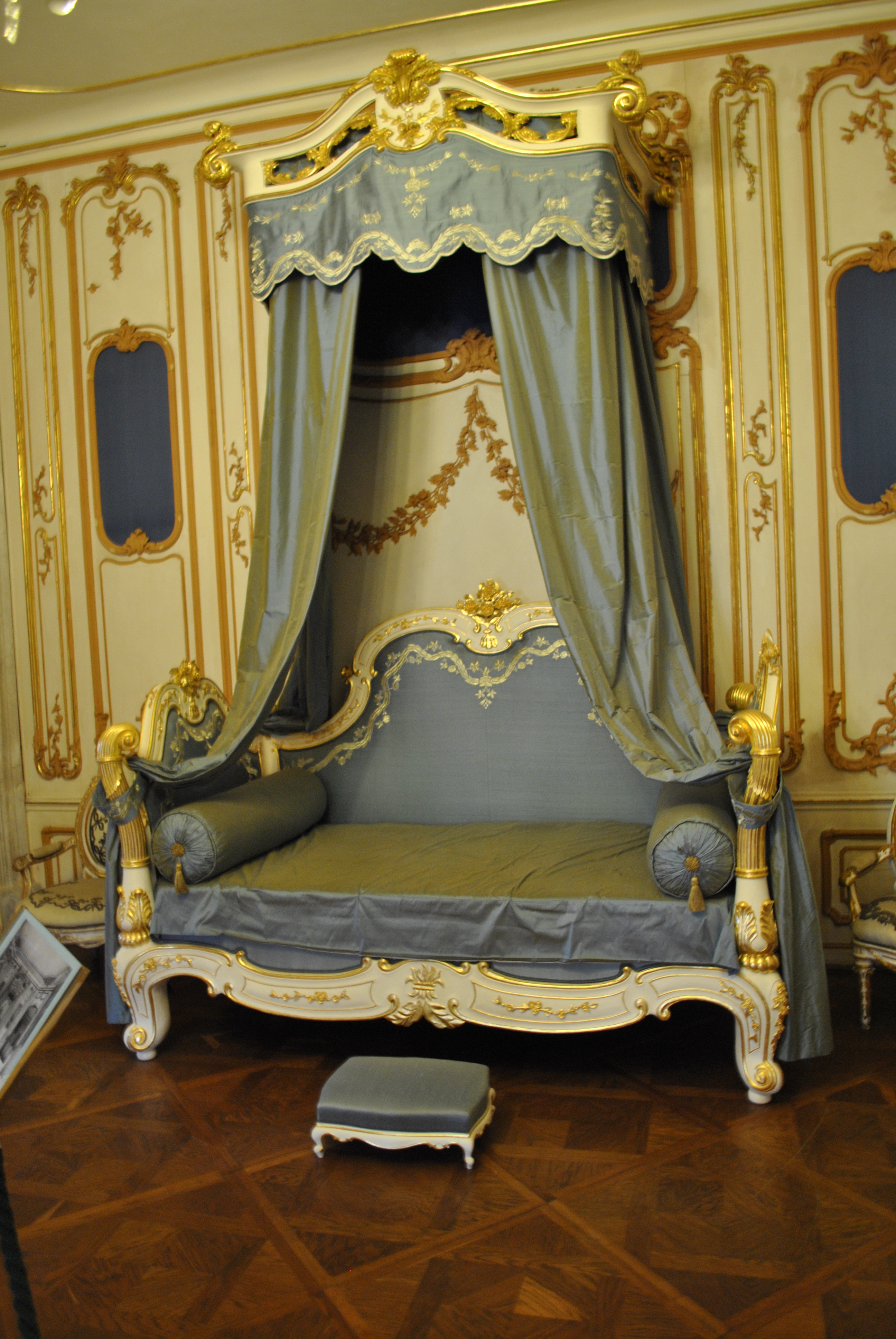
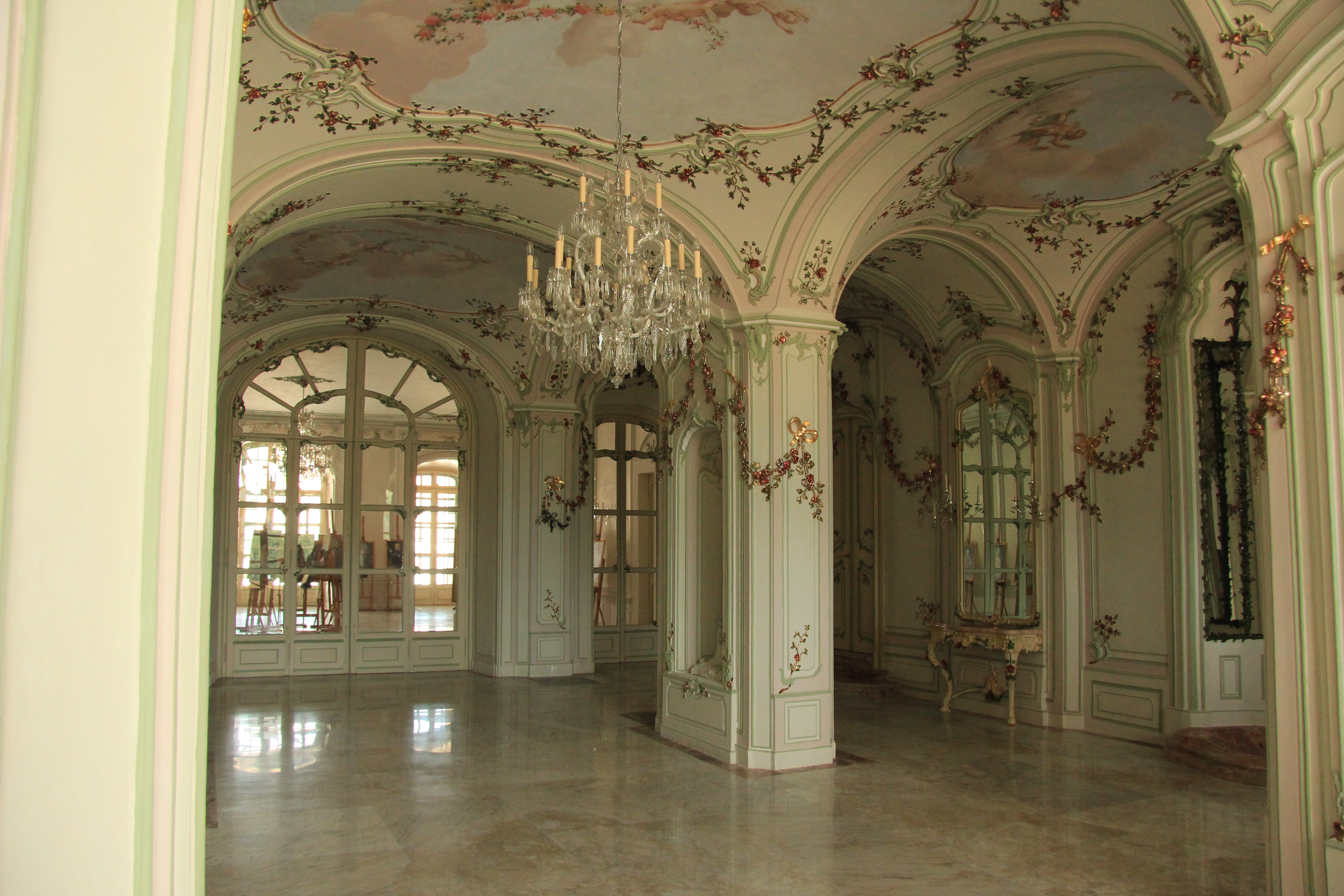